# Davide Bertolotti
Davide Bertolotti (Torino, 2 settembre 1784 – Torino, 13 aprile 1860) è stato uno scrittore e giornalista italiano.

## Biografia
Nato a Torino da una ricca famiglia, dopo la formazione letteraria fu attivo soprattutto a Milano, dove diresse le riviste Spettatore italiano (1815-1817), nato su ispirazione dello Spectateur di Conrad Malte-Brun, e Raccoglitore, ossia Archivj di viaggi, di filosofia [&c.], da lui fondato nel 1818. Rientrò nel capoluogo piemontese dal 1834. A Torino fu direttore del periodico Teatro universale (1834-37).
Autore eclettico, compose romanzi storici, tragedie, poemi, saggi storici e guide di viaggio.
È sepolto nel Cimitero monumentale di Torino.

## Opere
- Milano e la Lombardia, Stella, Milano, 1818 (online)
- Milano e la Lombardia nel 1818, Milano 1819
- Viaggio al Lago di Como, Ostinelli, Como, 1821 (online)
- L'isoletta dei cipressi, romanzo, Milano 1822
- Peregrinazioni: viaggio al lago d'Orta, a Varallo, a Ginevra pel Sempione, Milano, 1822
- La calata degli Ungheri in Italia nel Novecento, romanzo storico, Fontana, Milano, 1823
- Il ritorno dalla Russia, romanzo, Bocca, Milano, 1823 (online)
- Amore e i sepolcri, Milano, 1824 (online)
- Lettere da Telgate o sia viaggio in Valcalepio al lago d'Iseo e ne' dintorni, Bocca, Milano, 1825 (online)
- Storia del Portogallo, Milano, 1824
- Storia della China, Milano, 1825
- Viaggio ai tre laghi di Como, Lugano e Maggiore, Ostinelli, Como, 1825 (online)
- Viaggio in Savoia: ossia descrizione degli Stati Oltramontani di S.M. il Re di Sardegna, 2 volumi, Vignozzi, Torino, 1828 (online)
- Istoria delle Reale Casa di Savoia, Fontana, Milano, 1830 (online)
- Isabella Spinola, racconto storico in versi, Fontana, Milano, 1830 (online)
- Tragedie (Tancredi, conte di Lecce; Ines di Castro; I Crociati a Damasco; Irene), Silvestri, Milano, 1832 (online)
- Storia delle Crociate, Milano, 1832
- Viaggio nella Liguria marittima, 3 volumi, Botta, Torino, 1834 (online: Volume 1, Volume 2, Volume 3)
- Alcune rime, Botta, Torino, 1838
- Gli Arabi in Italia, esercitazione storica, Baglione, Torino, 1838 (online)
- Descrizione di Torino, Pomba, Torino, 1840 (online)
- Il Salvatore, poema in dodici canti, Botta, Torino, 1844 (online)
- Il regno lombardo-veneto, Cremona 1857 (scritto con Cesare Cantù)
- Gli stati sardi, Cremona, 1857 (scritto con Cesare Cantù)